# Himmelpforter Möhnetal
Das Himmelpforter Möhnetal ist eine kleinteilige naturräumliche Untereinheit mit der Ordnungsnummer 334.20 des Unteren Arnsberger Walds („Eichwald“) (334.2) innerhalb des Nordsauerländer Oberlands (334). Sie umfasst laut dem Handbuch der naturräumlichen Gliederung Deutschlands das terrassierte Sohlental der Möhne unterhalb des Möhnesees von der Staumauer bis zur Abwinkelung der unteren Möhne beim Enser Ortsteil Niederense.
Namensgebend für den Naturraum ist das ehemalige Kloster Himmelpforten bei Niederense, das 1943 aufgrund der Möhnekatastrophe vollständig zerstört wurde. Weitere Orte im Naturraum sind die Möhnesee'er Ortsteile Günne und Brüningsen, die wie Niederense auf den niederen Lößlehmbedeckten Terrassen oberhalb der breiten Wiesenaue gegründet wurden. Der Talgrund liegt auf ca. 180 m ü. NN und ist rund 70 m tief sanfthängig in die oberkarbonischen Ton- und Grauwackeschiefer der Hagener Schichten eingesenkt.